# Lozoya (rivier)

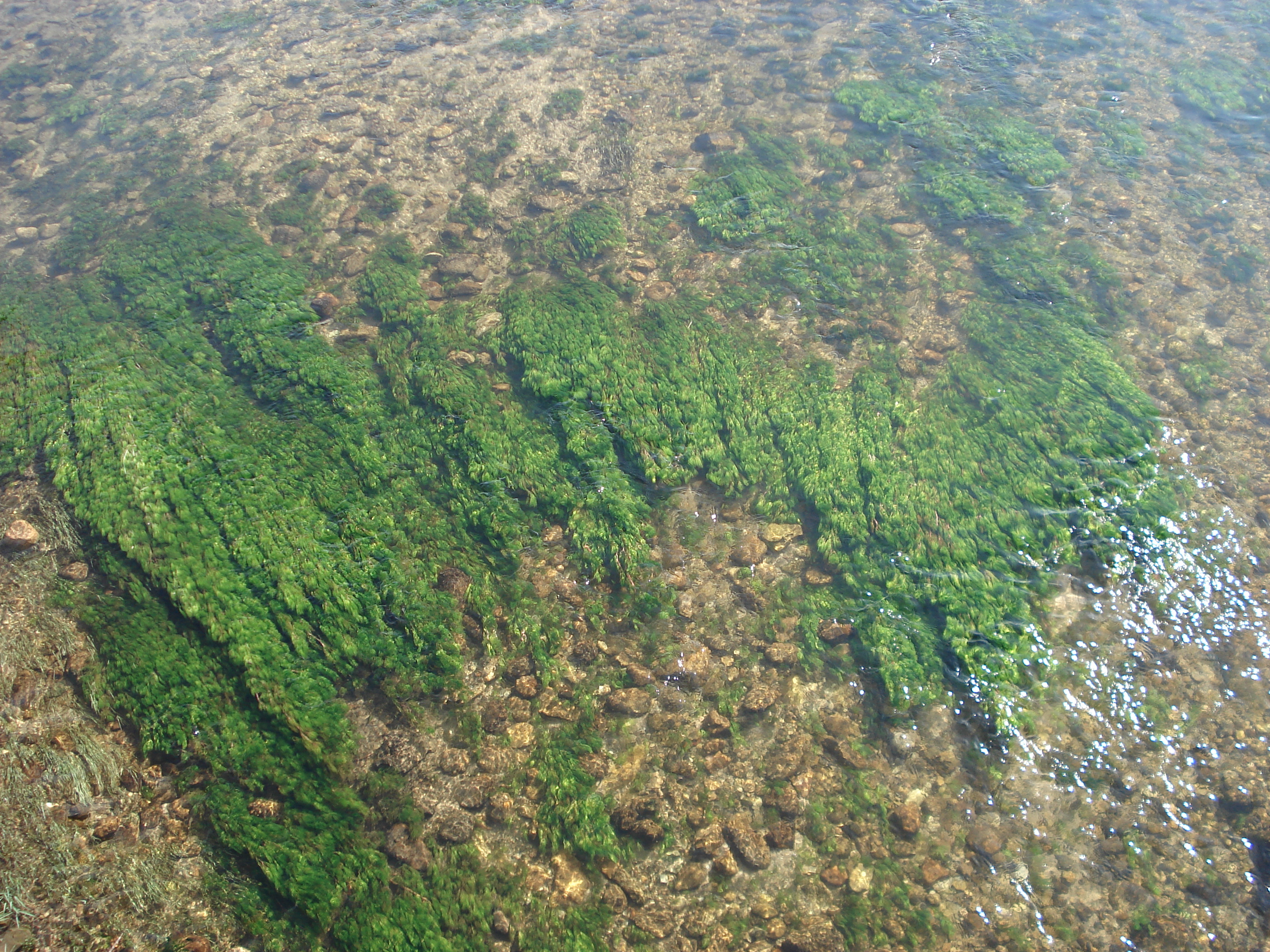
Algen in de rivier

Lozoya (Spaans: Río Lozoya) is een rivier die door het centrum van Spanje stroomt. Hij ontspringt op grote hoogte in het Castiliaans scheidingsgebergte en stroomt door steile ravijnen om uit te monden in de Jarama, een belangrijke zijrivier van de Taag, de langste rivier op het Iberisch Schiereiland.

## Water gebruik
De loop van de Lozoya wordt beïnvloed door de aanleg van verschillende dammen en stuwmeren die voor bijna 50 procent zorgen voor het water van de metropool Madrid. In feite wordt 50 procent van de lengte van de rivier gebruikt als stuwmeer. Ander gebruik zoals bosbouw en landbouw hebben een minder grote impact. Omdat de impact van al die kanalisering van de Lozoya zo groot is is de rivier nu gekenmerkt als "Human Modified Water Body (HMWB)" volgens het Europese Synthese Project.

## Foto's

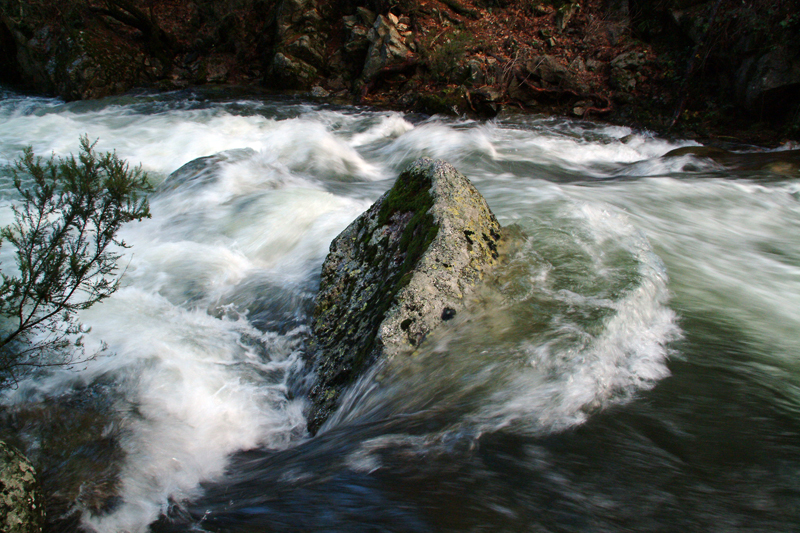
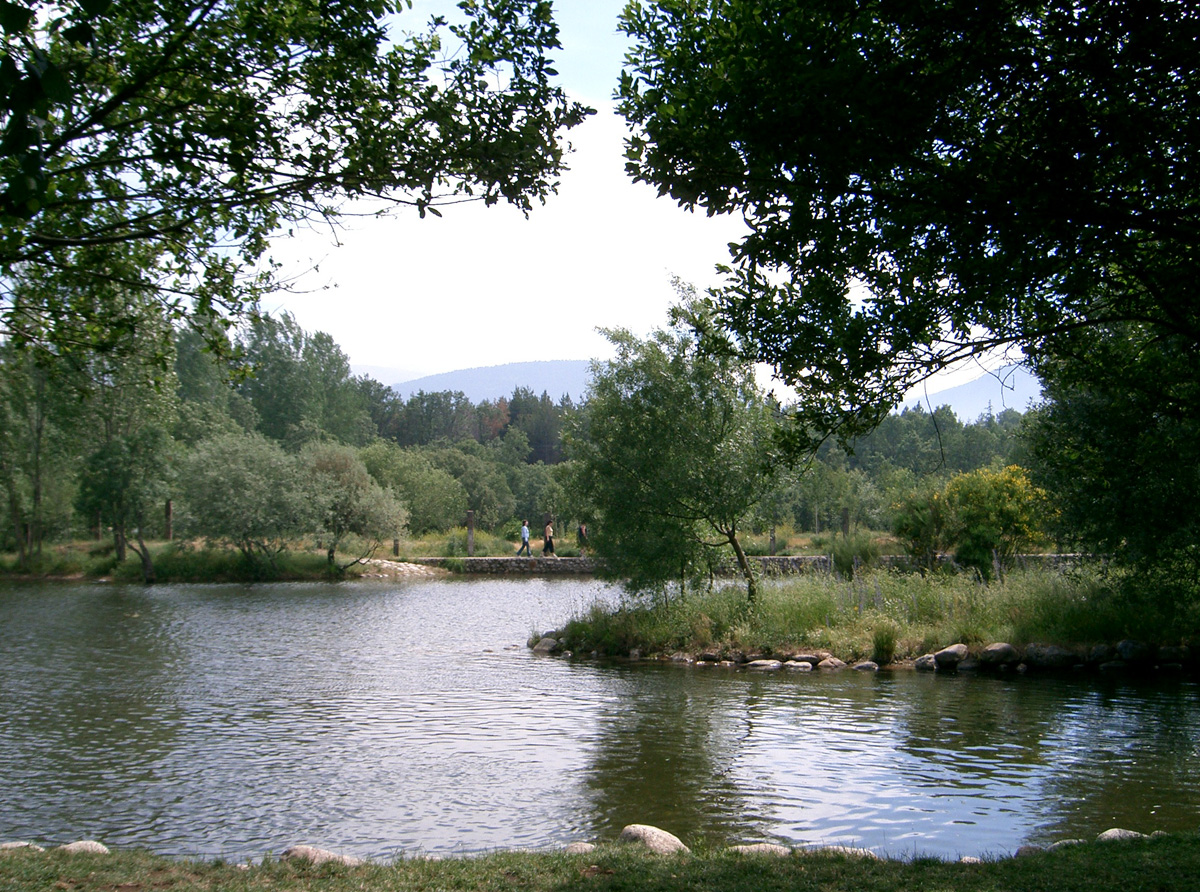
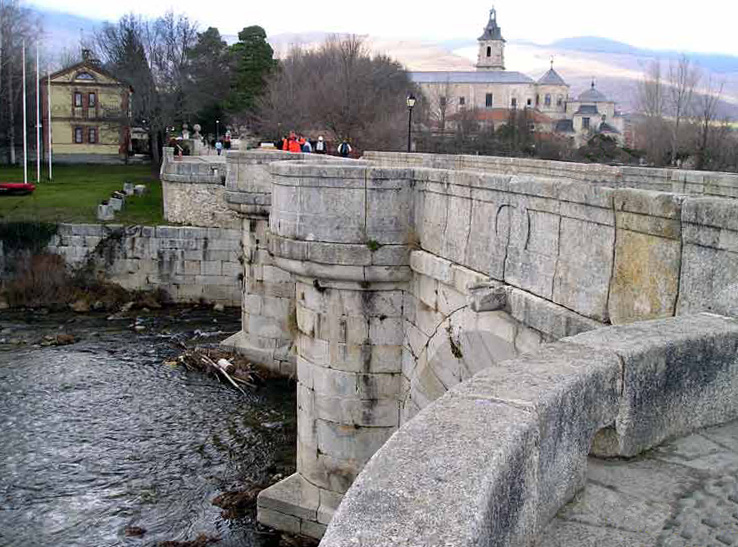
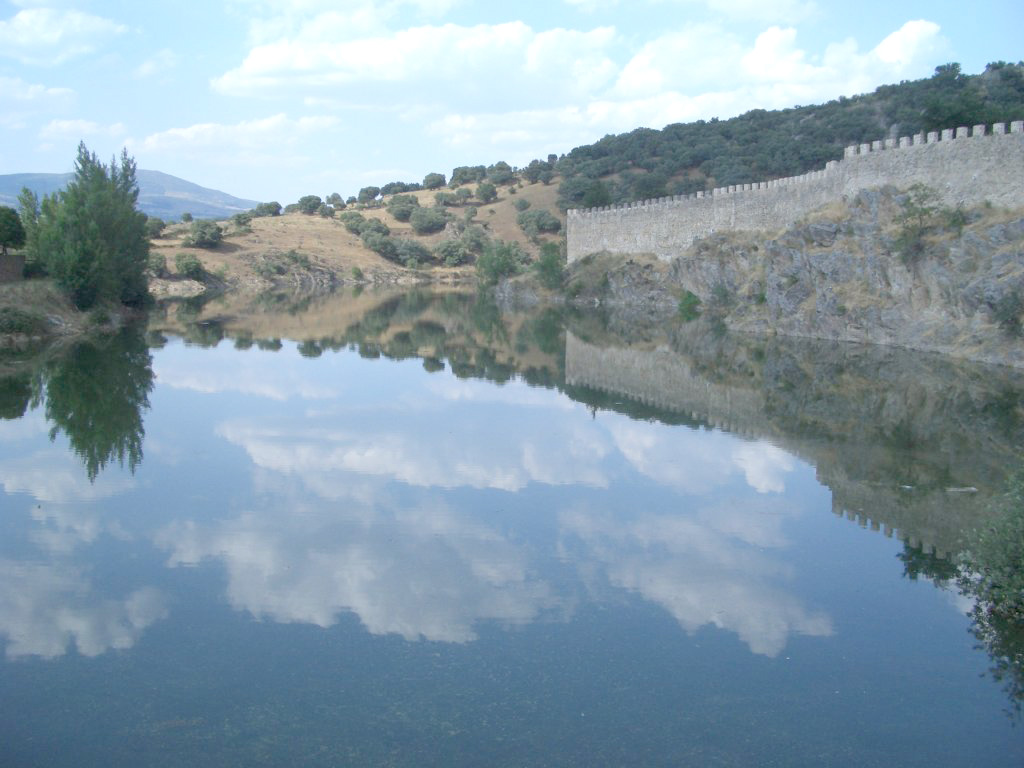
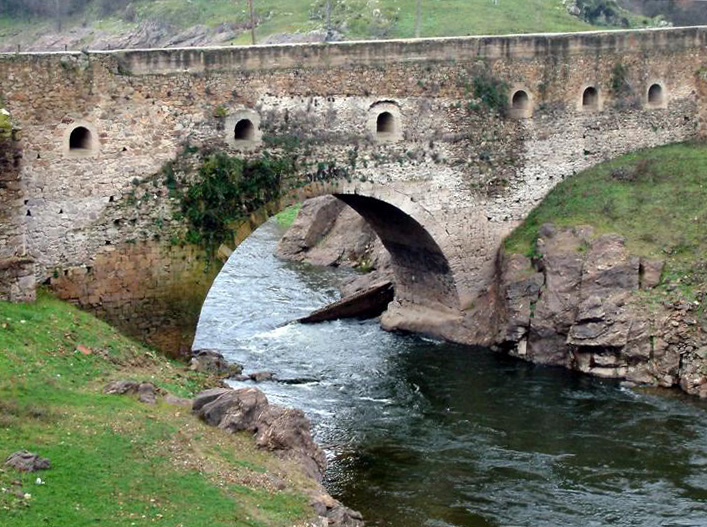
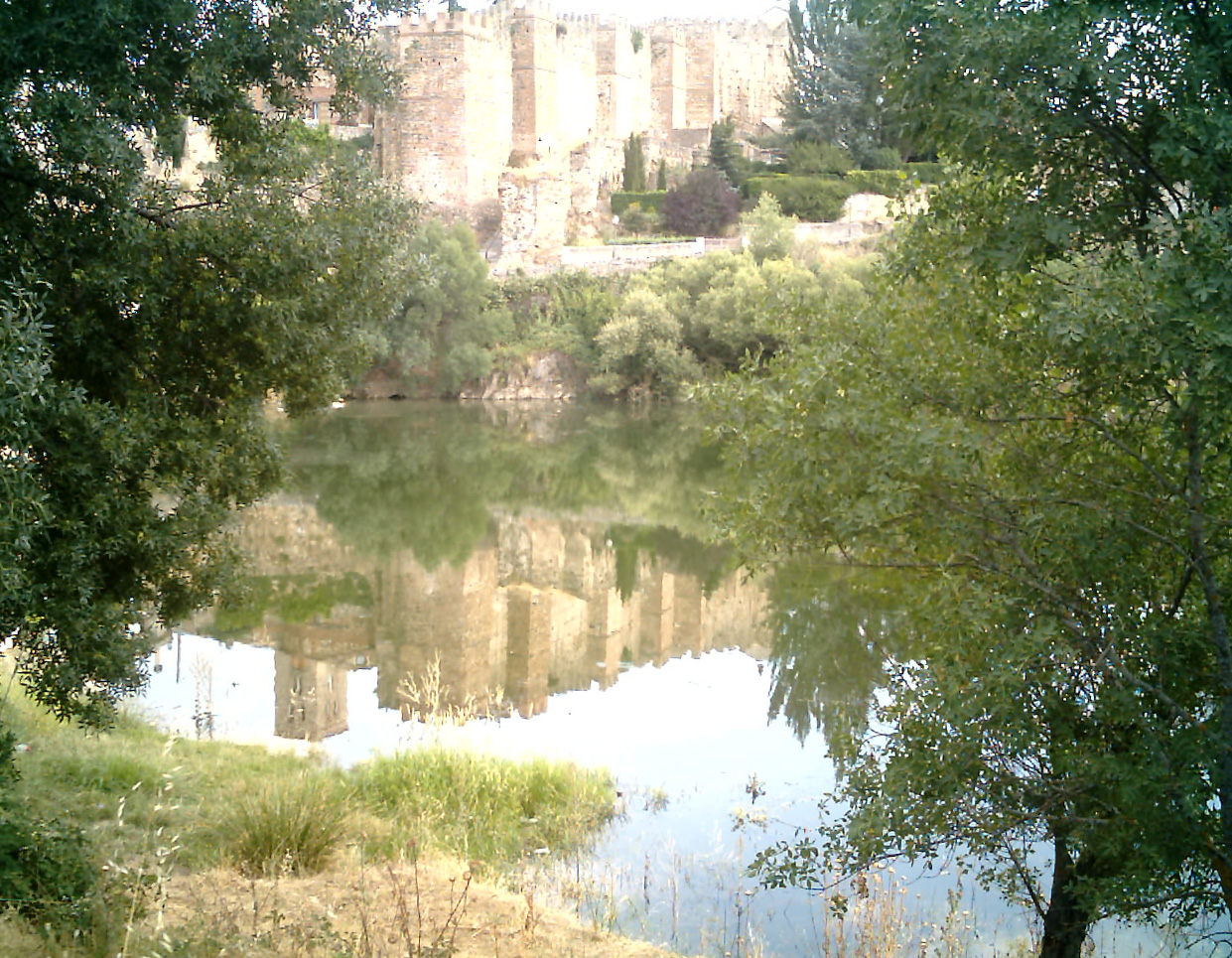
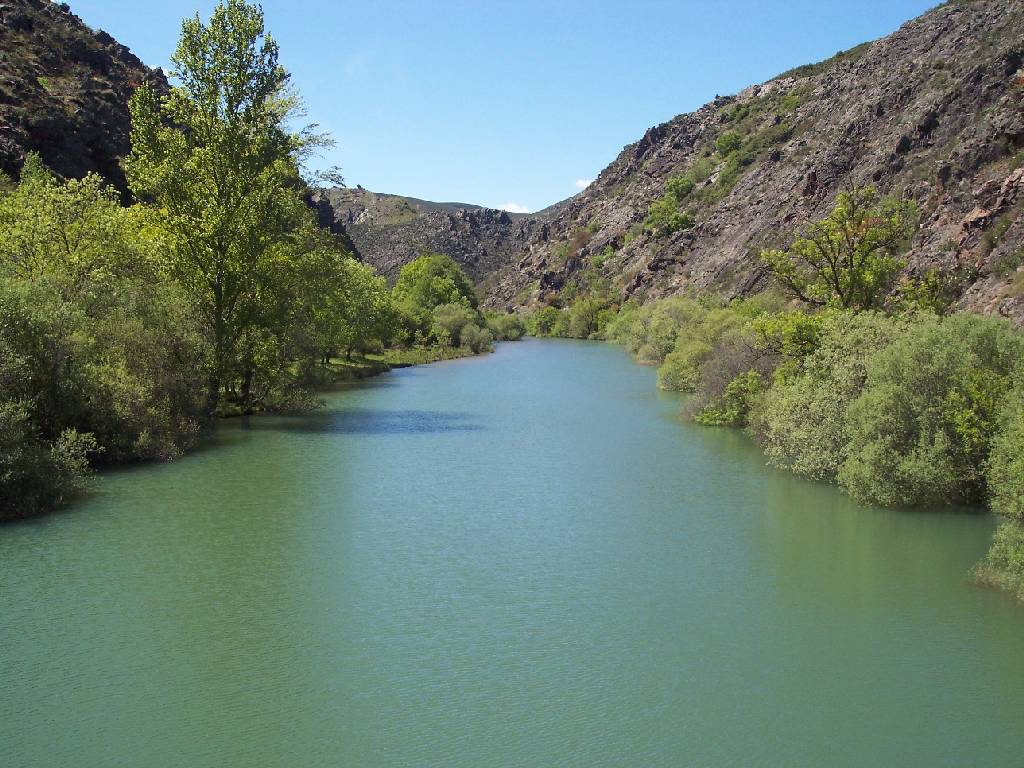
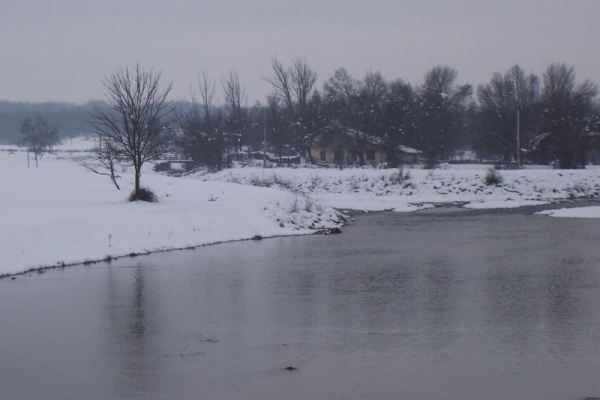